# ES Métlaoui

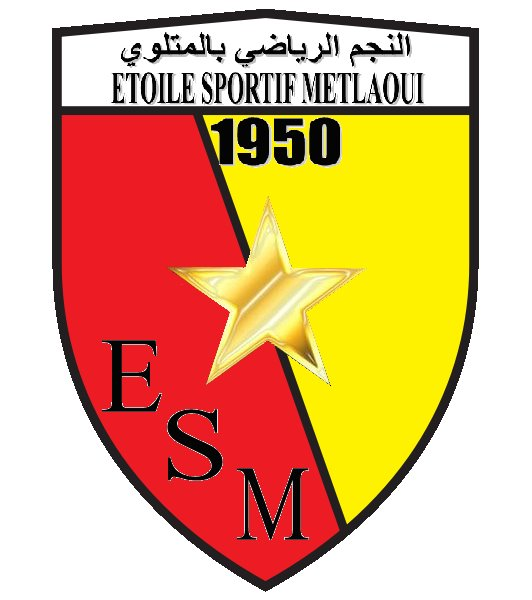
Escudo do Étoile Métlaoui

O Étoile Sportive de Métlaoui é um clube de futebol tunisiano com sede em Métlaoui. A equipe compete no Campeonato Tunisiano de Futebol.

## História
O clube foi fundado em 1950.